# چنتو
چنتو (انگلیسی: Chanto) مراسمی در نزاریه است که در ان فردی آمرزش می‌طلبد.

## کاربرد
هر سال در شب‌های قدر اسماعیلیان این مراسم را انجام می‌دهند.